# 今庄インターチェンジ

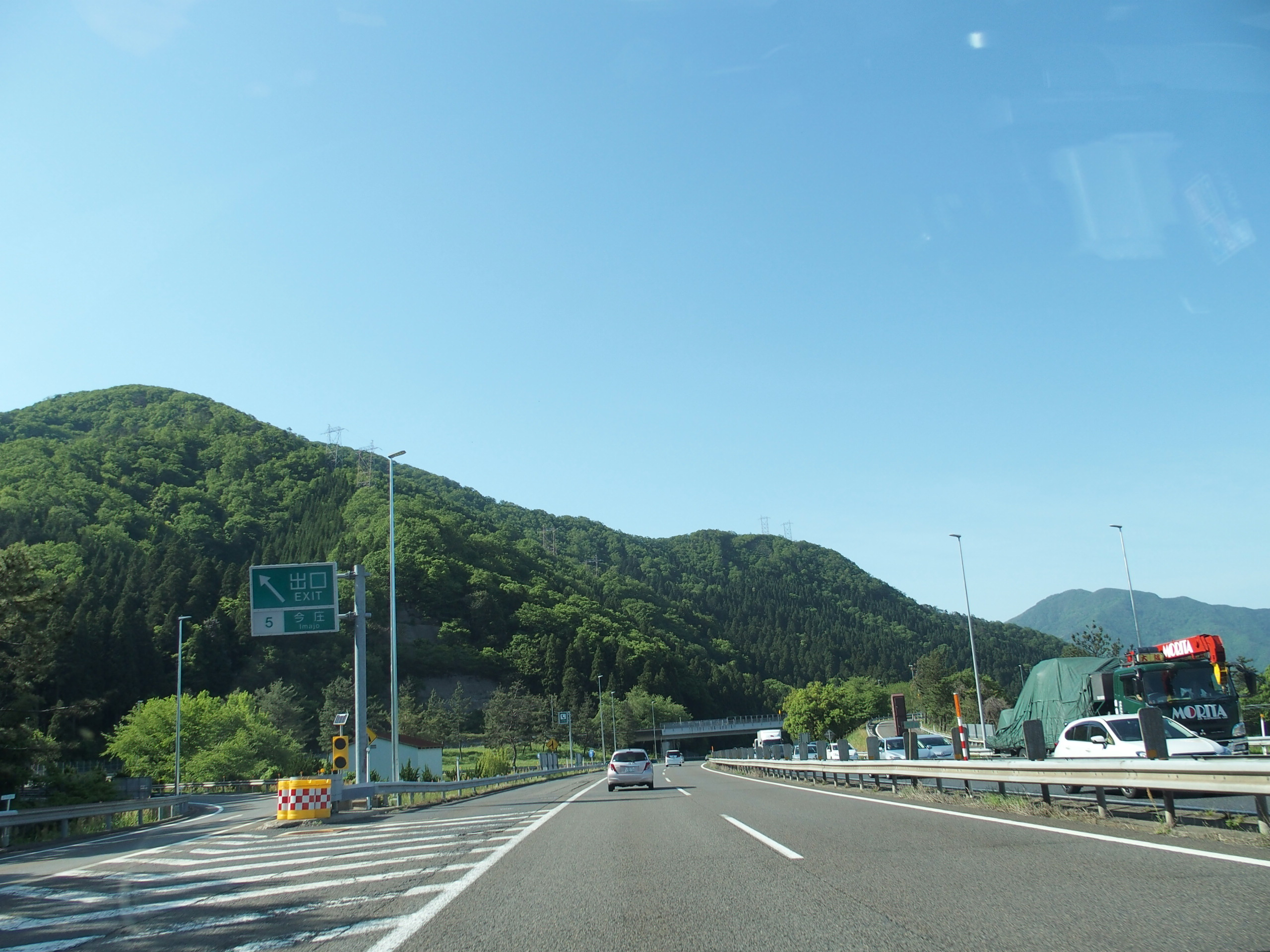
下り線出口付近

今庄インターチェンジ（いまじょうインターチェンジ）は、福井県南条郡南越前町湯尾にある、北陸自動車道のインターチェンジである。
開業16年後の1993年（平成5年）に国道305号が河野村（当時）からここまで延長されており、高速自動車国道のインターチェンジが一般国道の起終点という数少ない例である。

## 歴史
- 1977年（昭和52年）12月8日 - 北陸自動車道の敦賀IC - 武生IC間の開通に伴い[5][6]、供用開始[1][2]。開通時は敦賀IC - 当IC間において暫定2車線での供用[5]。
- 1980年（昭和55年）6月13日 - 敦賀IC - 当IC間が4車線化[7]。
- 1993年（平成5年）4月1日 - 一般国道305号が河野村（当時）から当ICまで延長。

## 道路
- E8 北陸自動車道（5番）

直接接続
- 国道305号
- 国道365号

## 料金所
- ブース数：4

### 入口
- ブース数：2
  - ETC専用：1
  - ETC/一般：1

### 出口
- ブース数：2
  - ETC専用：1
  - ETC/一般：1

## 周辺
- ハピラインふくい線湯尾駅・今庄駅
- 今庄宿（重要伝統的建造物群保存地区）

## 隣
E8 北陸自動車道
(4)敦賀IC - 杉津PA - (5)今庄IC - (5-1)南条SA/スマートIC - (6)武生IC